# Lista planetelor minore/143301–143400
Aceasta este Lista planetelor minore/143301–143400; pentru a naviga prin lista completă vezi Lista planetelor minore.
Pentru ale detalii vezi și Proiect:Astronomie sau Portal:Astronomie.
| Nume     | Denumire provizorie | Data descoperirii | Locul descoperirii  | Descoperitor(i)                |
| -------- | ------------------- | ----------------- | ------------------- | ------------------------------ |
| 143301 - | 2003 AO39           | 7 ianuarie 2003   | Socorro             | LINEAR                         |
| 143302 - | 2003 AZ39           | 7 ianuarie 2003   | Socorro             | LINEAR                         |
| 143303 - | 2003 AF40           | 7 ianuarie 2003   | Socorro             | LINEAR                         |
| 143304 - | 2003 AU40           | 7 ianuarie 2003   | Socorro             | LINEAR                         |
| 143305 - | 2003 AD41           | 7 ianuarie 2003   | Socorro             | LINEAR                         |
| 143306 - | 2003 AE41           | 7 ianuarie 2003   | Socorro             | LINEAR                         |
| 143307 - | 2003 AK41           | 7 ianuarie 2003   | Socorro             | LINEAR                         |
| 143308 - | 2003 AQ41           | 7 ianuarie 2003   | Socorro             | LINEAR                         |
| 143309 - | 2003 AM42           | 7 ianuarie 2003   | Socorro             | LINEAR                         |
| 143310 - | 2003 AV42           | 5 ianuarie 2003   | Socorro             | LINEAR                         |
| 143311 - | 2003 AW45           | 5 ianuarie 2003   | Socorro             | LINEAR                         |
| 143312 - | 2003 AB47           | 5 ianuarie 2003   | Socorro             | LINEAR                         |
| 143313 - | 2003 AC47           | 5 ianuarie 2003   | Socorro             | LINEAR                         |
| 143314 - | 2003 AL47           | 5 ianuarie 2003   | Socorro             | LINEAR                         |
| 143315 - | 2003 AQ48           | 5 ianuarie 2003   | Socorro             | LINEAR                         |
| 143316 - | 2003 AY48           | 5 ianuarie 2003   | Socorro             | LINEAR                         |
| 143317 - | 2003 AS51           | 5 ianuarie 2003   | Socorro             | LINEAR                         |
| 143318 - | 2003 AQ53           | 5 ianuarie 2003   | Socorro             | LINEAR                         |
| 143319 - | 2003 AV54           | 5 ianuarie 2003   | Socorro             | LINEAR                         |
| 143320 - | 2003 AY56           | 5 ianuarie 2003   | Socorro             | LINEAR                         |
| 143321 - | 2003 AP57           | 5 ianuarie 2003   | Socorro             | LINEAR                         |
| 143322 - | 2003 AV57           | 5 ianuarie 2003   | Socorro             | LINEAR                         |
| 143323 - | 2003 AE58           | 5 ianuarie 2003   | Socorro             | LINEAR                         |
| 143324 - | 2003 AO60           | 7 ianuarie 2003   | Socorro             | LINEAR                         |
| 143325 - | 2003 AX61           | 7 ianuarie 2003   | Socorro             | LINEAR                         |
| 143326 - | 2003 AL62           | 8 ianuarie 2003   | Socorro             | LINEAR                         |
| 143327 - | 2003 AV63           | 8 ianuarie 2003   | Socorro             | LINEAR                         |
| 143328 - | 2003 AD64           | 7 ianuarie 2003   | Socorro             | LINEAR                         |
| 143329 - | 2003 AP64           | 7 ianuarie 2003   | Socorro             | LINEAR                         |
| 143330 - | 2003 AL65           | 7 ianuarie 2003   | Socorro             | LINEAR                         |
| 143331 - | 2003 AN65           | 7 ianuarie 2003   | Socorro             | LINEAR                         |
| 143332 - | 2003 AD66           | 7 ianuarie 2003   | Socorro             | LINEAR                         |
| 143333 - | 2003 AJ66           | 7 ianuarie 2003   | Socorro             | LINEAR                         |
| 143334 - | 2003 AK70           | 10 ianuarie 2003  | Socorro             | LINEAR                         |
| 143335 - | 2003 AA72           | 10 ianuarie 2003  | Socorro             | LINEAR                         |
| 143336 - | 2003 AV73           | 10 ianuarie 2003  | Socorro             | LINEAR                         |
| 143337 - | 2003 AW73           | 10 ianuarie 2003  | Socorro             | LINEAR                         |
| 143338 - | 2003 AX73           | 10 ianuarie 2003  | Socorro             | LINEAR                         |
| 143339 - | 2003 AZ73           | 10 ianuarie 2003  | Socorro             | LINEAR                         |
| 143340 - | 2003 AC74           | 10 ianuarie 2003  | Socorro             | LINEAR                         |
| 143341 - | 2003 AV75           | 10 ianuarie 2003  | Socorro             | LINEAR                         |
| 143342 - | 2003 AW75           | 10 ianuarie 2003  | Socorro             | LINEAR                         |
| 143343 - | 2003 AH76           | 10 ianuarie 2003  | Socorro             | LINEAR                         |
| 143344 - | 2003 AT77           | 10 ianuarie 2003  | Socorro             | LINEAR                         |
| 143345 - | 2003 AF78           | 10 ianuarie 2003  | Socorro             | LINEAR                         |
| 143346 - | 2003 AS78           | 10 ianuarie 2003  | Kitt Peak           | Spacewatch                     |
| 143347 - | 2003 AR80           | 11 ianuarie 2003  | Socorro             | LINEAR                         |
| 143348 - | 2003 AE81           | 12 ianuarie 2003  | Anderson Mesa       | LONEOS                         |
| 143349 - | 2003 AG81           | 10 ianuarie 2003  | Socorro             | LINEAR                         |
| 143350 - | 2003 AW81           | 12 ianuarie 2003  | Anderson Mesa       | LONEOS                         |
| 143351 - | 2003 AD84           | 11 ianuarie 2003  | Kitt Peak           | Spacewatch                     |
| 143352 - | 2003 AB85           | 7 ianuarie 2003   | Kitt Peak           | Deep Lens Survey⁠(d)            |
| 143353 - | 2003 AP86           | 1 ianuarie 2003   | Socorro             | LINEAR                         |
| 143354 - | 2003 AS87           | 1 ianuarie 2003   | Socorro             | LINEAR                         |
| 143355 - | 2003 AD88           | 2 ianuarie 2003   | Socorro             | LINEAR                         |
| 143356 - | 2003 AK92           | 7 ianuarie 2003   | Socorro             | LINEAR                         |
| 143357 - | 2003 AS92           | 10 ianuarie 2003  | Goodricke-Pigott⁠(d) | Goodricke-Pigott⁠(d)            |
| 143358 - | 2003 BF             | 18 ianuarie 2003  | Palomar             | NEAT                           |
| 143359 - | 2003 BV             | 24 ianuarie 2003  | Palomar             | NEAT                           |
| 143360 - | 2003 BB2            | 25 ianuarie 2003  | Anderson Mesa       | LONEOS                         |
| 143361 - | 2003 BP2            | 26 ianuarie 2003  | Kitt Peak           | Spacewatch                     |
| 143362 - | 2003 BC6            | 23 ianuarie 2003  | Kvistaberg⁠(d)       | Uppsala-DLR Asteroid Survey⁠(d) |
| 143363 - | 2003 BK6            | 24 ianuarie 2003  | Palomar             | NEAT                           |
| 143364 - | 2003 BL6            | 24 ianuarie 2003  | Palomar             | NEAT                           |
| 143365 - | 2003 BH7            | 25 ianuarie 2003  | Anderson Mesa       | LONEOS                         |
| 143366 - | 2003 BL7            | 25 ianuarie 2003  | Palomar             | NEAT                           |
| 143367 - | 2003 BA8            | 26 ianuarie 2003  | Palomar             | NEAT                           |
| 143368 - | 2003 BT8            | 26 ianuarie 2003  | Anderson Mesa       | LONEOS                         |
| 143369 - | 2003 BB9            | 26 ianuarie 2003  | Anderson Mesa       | LONEOS                         |
| 143370 - | 2003 BJ9            | 26 ianuarie 2003  | Palomar             | NEAT                           |
| 143371 - | 2003 BN10           | 26 ianuarie 2003  | Anderson Mesa       | LONEOS                         |
| 143372 - | 2003 BB11           | 26 ianuarie 2003  | Anderson Mesa       | LONEOS                         |
| 143373 - | 2003 BK12           | 26 ianuarie 2003  | Anderson Mesa       | LONEOS                         |
| 143374 - | 2003 BE13           | 26 ianuarie 2003  | Haleakala           | NEAT                           |
| 143375 - | 2003 BG13           | 26 ianuarie 2003  | Haleakala           | NEAT                           |
| 143376 - | 2003 BB15           | 26 ianuarie 2003  | Haleakala           | NEAT                           |
| 143377 - | 2003 BD15           | 26 ianuarie 2003  | Haleakala           | NEAT                           |
| 143378 - | 2003 BU16           | 26 ianuarie 2003  | Haleakala           | NEAT                           |
| 143379 - | 2003 BA18           | 27 ianuarie 2003  | Socorro             | LINEAR                         |
| 143380 - | 2003 BH19           | 26 ianuarie 2003  | Anderson Mesa       | LONEOS                         |
| 143381 - | 2003 BC21           | 27 ianuarie 2003  | Haleakala           | NEAT                           |
| 143382 - | 2003 BT21           | 27 ianuarie 2003  | Anderson Mesa       | LONEOS                         |
| 143383 - | 2003 BR24           | 25 ianuarie 2003  | Palomar             | NEAT                           |
| 143384 - | 2003 BZ24           | 25 ianuarie 2003  | Palomar             | NEAT                           |
| 143385 - | 2003 BR25           | 26 ianuarie 2003  | Palomar             | NEAT                           |
| 143386 - | 2003 BY25           | 26 ianuarie 2003  | Palomar             | NEAT                           |
| 143387 - | 2003 BG26           | 26 ianuarie 2003  | Palomar             | NEAT                           |
| 143388 - | 2003 BN26           | 26 ianuarie 2003  | Palomar             | NEAT                           |
| 143389 - | 2003 BK27           | 26 ianuarie 2003  | Anderson Mesa       | LONEOS                         |
| 143390 - | 2003 BN27           | 26 ianuarie 2003  | Anderson Mesa       | LONEOS                         |
| 143391 - | 2003 BM28           | 26 ianuarie 2003  | Haleakala           | NEAT                           |
| 143392 - | 2003 BT28           | 27 ianuarie 2003  | Anderson Mesa       | LONEOS                         |
| 143393 - | 2003 BX28           | 27 ianuarie 2003  | Socorro             | LINEAR                         |
| 143394 - | 2003 BG29           | 27 ianuarie 2003  | Anderson Mesa       | LONEOS                         |
| 143395 - | 2003 BU29           | 27 ianuarie 2003  | Socorro             | LINEAR                         |
| 143396 - | 2003 BP30           | 27 ianuarie 2003  | Socorro             | LINEAR                         |
| 143397 - | 2003 BC32           | 27 ianuarie 2003  | Palomar             | NEAT                           |
| 143398 - | 2003 BE34           | 25 ianuarie 2003  | La Silla            | A. Boattini⁠(d), H. Scholl⁠(d)   |
| 143399 - | 2003 BU34           | 27 ianuarie 2003  | Anderson Mesa       | LONEOS                         |
| 143400 - | 2003 BX34           | 27 ianuarie 2003  | Socorro             | LINEAR                         |